# Lima (New York)
Pour les articles homonymes, voir Lima (homonymie).
Ne doit pas être confondu avec Lima (village, New York).
Lima est une ville (town) du comté de Livingston, dans l'État de New York, aux États-Unis,. En 2010, elle comptait une population de 4 305 habitants.

## Démographie
Lors du recensement de 2010, la ville comptait une population de 4 305 habitants. Elle est estimée, en 2016, à 4 175 habitants.